# Earophila chillanensis
Earophila chillanensis är en fjärilsart som beskrevs av Butler 1882. Earophila chillanensis ingår i släktet Earophila och familjen mätare. Inga underarter finns listade i Catalogue of Life.